# Leay Glacier
Leay Glacier är en glaciär i Antarktis. Den ligger i Västantarktis. Argentina, Chile och Storbritannien gör anspråk på området. Leay Glacier ligger 558 meter över havet.
Terrängen runt Leay Glacier är huvudsakligen kuperad, men åt nordost är den platt. Trakten är glest befolkad. Närmaste befolkade plats är Vernadsky Station, 17,3 kilometer väster om Leay Glacier. 